# Томидзава, Сёя
Сёя Томидзава (яп. 富沢 祥也 Томидзава Сё:я, 10 декабря 1990 — 5 сентября 2010) — японский мотогонщик.

## Карьера
Томидзава родился в 1990 году в Асахи, Тиба. Мотоспортом начал заниматься в трёхлетнем возрасте. Принимая участие в японской серии мотогонок All Japan Road Race Championship в классе 125 см³, он окончил сезон 2006 года на втором месте. В 2007 году он выступал одновременно в сериях 125 см³ и 250 см³ и по итогам чемпионата занял 3-е и 8-е места соответственно. В следующем сезоне он сфокусировался на классе 250 см³ и занял 2-е место в личном зачёте.
Дебют Томидзавы в MotoGP состоялся в 2006 году на Гран-при Японии в классе 125 см³. По одному выступлению в чемпионате было у него и в последующие два года. Первый полный сезон в MotoGP он провёл в 2009 году на мотоцикле Honda. В 2010 году он продолжил выступления в Moto2, пришедшем на смену классу 250 см³, и на Гран-при Катара, первой гонке сезона, одержал победу.

## Смерть
Во время Мото Гран-при Сан-Марино, проходившем 5 сентября 2010 года на трассе Мизано, на 12-м круге Томидзава в скоростном повороте Curvone потерял контроль над мотоциклом и упал прямо на траекторию трассы. Следовавшие за японцем Скотт Реддинг и Алекс де Анджелис, не имели времени для манёвра и врезались в мотогонщика. Томидзава получил серьёзные черепно-мозговые травмы, а также повреждения грудной клетки и внутренних органов. Он был доставлен в местный медицинский центр, а затем в госпиталь в Риччоне, однако в 14.20 по местному времени скончался от полученных травм. Ему было 19 лет.
Организаторы этапа подверглись критике за непринятие решения о прекращении гонки, несвоевременное оказание первой помощи и промедление с доставкой в госпиталь. Прокуратурой Римини по факту гибели Томидзавы было возбуждено уголовное дело.

## Результаты выступлений
| Легенда к таблице |                                                 |
| --- | ----------------------------------------------- |
| В таблице перечислены результаты всех Гран-при чемпионата мира, во всех классах, в которых принимал участие гонщик. Строками таблицы являются сезоны, столбцами все гонки Гран-при чемпионата мира, производитель мотоциклов и команда. В клетках указаны сокращённое название Гран-при и результат, клетка дополнительно обозначена цветом. Расшифровка обозначений и цветов представлена в нижеследующей таблице. |                                                 |
| \| Пример \| Описание \| \| ------------ \| ----------------------------------------------- \| \| 1 \| Победитель \| \| 2 \| Второе место \| \| 3 \| Третье место \| \| \| Финишировал в очковой зоне \| \| \| Финишировал вне очковой зоны \| \| НКЛ \| Не классифицирован \| \| Сход \| Не финишировал \| \| НКВ \| Не прошёл квалификацию \| \| НПКВ \| Не прошёл предварительную квалификацию \| \| ДСК \| Дисквалифицирован \| \| ИСК \| Исключён из протокола соревнований \| \| НС \| Не стартовал в гонке \| \| Т \| Травмирован или болен \| \| ОТК \| Отказ от участия \| \| НТР \| Прибыл на соревнования, но на трассу не выезжал \| \| НПР \| Не прибыл к началу соревнований \| \| НД \| Недопущен до старта \| \| О \| Гонка отменена \| \| \| Не участвовал \| \| Поул-позиция \| \| \| Быстрый круг \| \| |                                                 |
| Пример | Описание                                        |
| 1 | Победитель                                      |
| 2 | Второе место                                    |
| 3 | Третье место                                    |
| | Финишировал в очковой зоне                      |
| | Финишировал вне очковой зоны                    |
| НКЛ | Не классифицирован                              |
| Сход | Не финишировал                                  |
| НКВ | Не прошёл квалификацию                          |
| НПКВ | Не прошёл предварительную квалификацию          |
| ДСК | Дисквалифицирован                               |
| ИСК | Исключён из протокола соревнований              |
| НС | Не стартовал в гонке                            |
| Т | Травмирован или болен                           |
| ОТК | Отказ от участия                                |
| НТР | Прибыл на соревнования, но на трассу не выезжал |
| НПР | Не прибыл к началу соревнований                 |
| НД | Недопущен до старта                             |
| О | Гонка отменена                                  |
| | Не участвовал                                   |
| Поул-позиция |                                                 |
| Быстрый круг |                                                 |

| Сезон | Класс | Марка | 1      | 2      | 3      | 4      | 5      | 6      | 7      | 8      | 9      | 10     | 11     | 12     | 13     | 14     | 15     | 16     | 17 | Очки | Поз. |
| ----- | ----- | ----- | ------ | ------ | ------ | ------ | ------ | ------ | ------ | ------ | ------ | ------ | ------ | ------ | ------ | ------ | ------ | ------ | -- | ---- | ---- |
| 2006  | 125cc | Honda | -      | -      | -      | -      | -      | -      | -      | -      | -      | -      | -      | -      | -      | JPN НФ | -      | -      |    | 0    | НК   |
| 2007  | 125cc | Honda | -      | -      | -      | -      | -      | -      | -      | -      | -      | -      | -      | -      | -      | JPN 22 | -      | -      | -  | 0    | НК   |
| 2008  | 250cc | Honda | -      | -      | -      | -      | -      | -      | -      | -      | -      | -      | -      | -      | -      | JPN 14 | -      | -      | -  | 2    | 26-й |
| 2009  | 250cc | Honda | QAT 12 | JPN 10 | SPA 12 | FRA НФ | ITA НФ | CAT НФ | NED НФ | GER 13 | GBR 15 | CZE 13 | IND НС | RSM 12 | POR НФ | AUS 15 | MAL 16 | VAL 10 |    | 32   | 17-й |
| 2010  | Moto2 | Suter | QAT 1  | SPA 2  | FRA НФ | ITA 6  | GBR 6  | NED 5  | CAT НФ | GER 18 | CZE 10 | IND НС | SMR НФ | -      | -      | -      | -      | -      | -  | 82   | 13-й |